# سیارک ۲۶۲۲۳
سیارک ۲۶۲۲۳ (به انگلیسی: 26223 Enari، نامگذاری:1997XB2) بیست و شش هزار و دویست و بیست و سومین سیارک کشف شده‌است که در ۳ دسامبر ۱۹۹۷ کشف شد.
قدر مطلق سیارک برابر ۲۴.۵ است.